# Zatoka Zachodniokoreańska
Zatoka Zachodniokoreańska (chiń. upr. 朝鲜湾; chiń. trad. 朝鮮灣; pinyin Cháoxiǎn Wān; kor. 서조선만 Sŏjosŏn-man) – zatoka w północno-wschodniej części Morza Żółtego, u wybrzeży Korei i Chin, po zachodniej stronie przesmyku Koreańskiego, szeroko otwarta ku południowo-zachodnim kierunku (długość około 200 km, szerokość do 205 km, głębokość 50 m). Przy brzegach występuje szeroka strefa płycizn. Linia brzegowa jest dobrze rozwinięta (liczne zatoki, lejkowate ujścia rzek, skaliste wyspy przybrzeżne). Główne porty w Chinach to Dandong, Lüshunkou, Dalian, a po stronie Korei Północnej Nampo i Sinŭiju.